# Ruda glasbruk

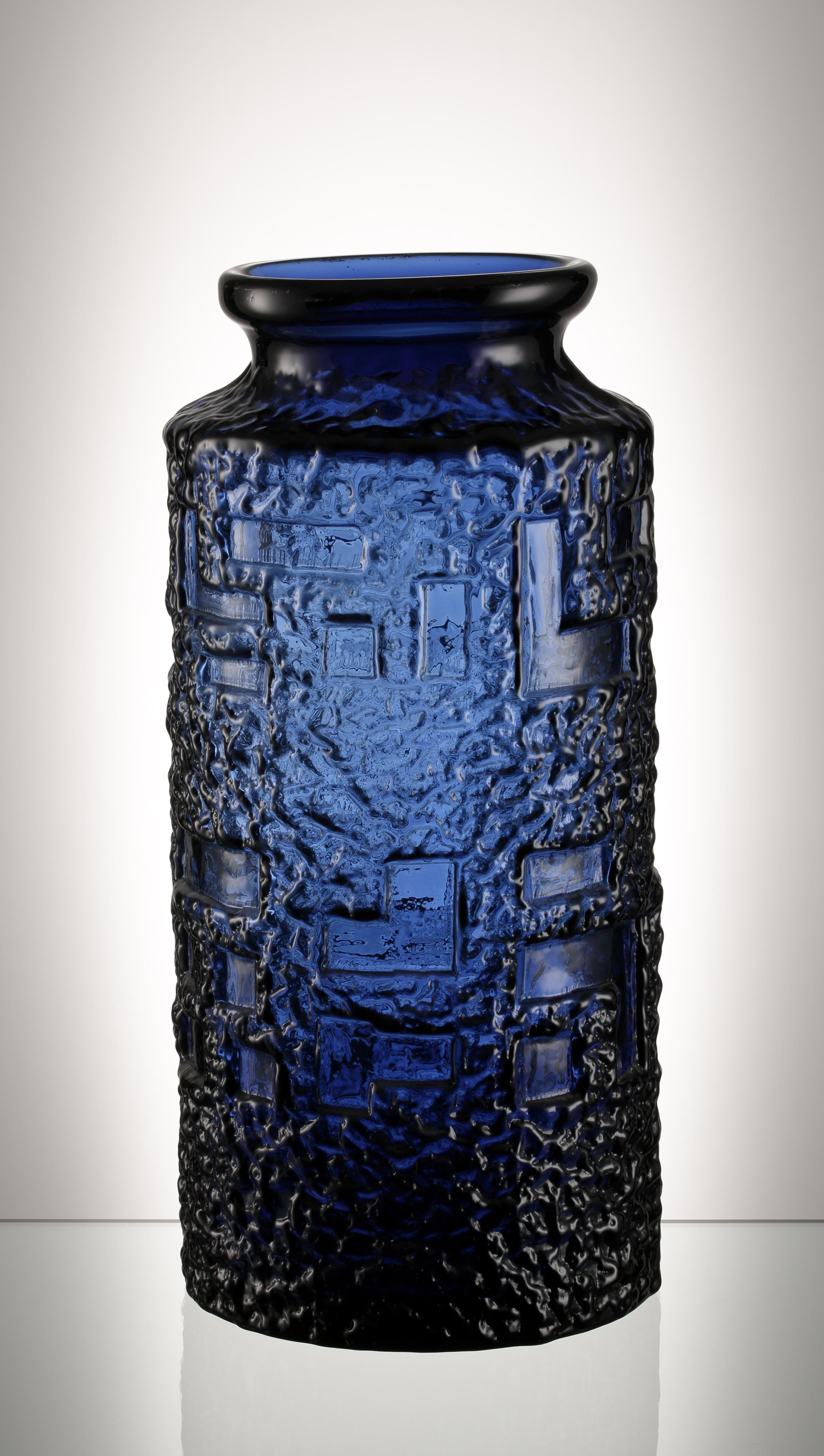
Hög blå golvvas av glas i serien Cobolt, formgiven av Göte Augustsson för Ruda glasbruk 1960.

Ruda glasbruk var ett svenskt glasbruk som grundades 1920 och lades ner 1972. Glasbruket, beläget i Ruda, övertogs av de anställda på 1930-talet och bytte då namn till AB Nya Ruda Glasindustri. Här var bland annat formgivaren Göte Augustsson verksam.
Produktionen bestod av i huvudsak pressat och blåst hushållsglas men även kristallglas. 1947 köptes anläggningen i Ruda av Jungnerkoncernen. Produktionen inriktades då på att tillverka eldfast glas, något som man vid den här tiden var ensamma om att göra i Skandinavien. 1960 var produktionen uppe i ca 500 ton glas per år. Tillverkningen av det färgade glaset krävde att man använde tungmetaller i glasmassan, metaller som arsenik, kadmium, kobolt och selen.
Under åren 2004-2006 var en stor sanering av marken runt det forna glasbruket nödvändig då mycket höga halter av tungmetaller hade upp mätts i vatten och jord.